# VTM Kids
VTM KIDS (tot 2018 bekend als vtmKzoom) was een Nederlandstalige Belgische commerciële televisiezender voor kinderen. Tegenwoordig is het een blok op VTM. De zender was beschikbaar in het analoge en digitale basisaanbod van Telenet en in het digitale basisaanbod van Proximus TV en TV Vlaanderen. Enkele uitgezonden programma's verschenen eerder bij TamTam op VTM.
Sinds 9 januari 2023 bestaat VTM Kids enkel nog als ochtendblok op VTM.

## Geschiedenis
Op 1 oktober 2009 ging vtmKzoom van start samen met VTMKzoom+, de digitale 24/24 betaaltelevisie die beschikbaar was via Telenet digital tv. Vanaf 23 september 2013 werd het digitale betaalkanaal VTMKzoom+ niet meer opgenomen in de nieuwe betalende pakketten van Telenet, waardoor enkel klanten met een oud pakket de zender nog konden bekijken. Op 1 juni 2016 werden de uitzendingen gestaakt.
Voor de start, op 1 oktober 2009, werden de programma's uitgezonden op VTM. Dit gebeurde in een bepaalde programmablok. De reden waarom de Medialaan pas in 2009 met een aparte kinderzender begon, een idee waar VRT al 12 jaar eerder op kwam met Ketnet, was omdat zenders 5 minuten voor de start van een kinderprogramma geen reclame mochten uitzenden. Pas vanaf 2007 mocht dit wel.
Op maandag 1 april 2013, werd via talentenjacht 'Jij Kiest', de zoektocht gestart naar een nieuwe en jonge VTMKZOOM-wrapper tussen de 14 en 18 jaar. Jij Kiest werd gepresenteerd door Pommelien Thijs en Remi De Smet. Kandidaten schreven zich in met een zelfgemaakt creatief filmpje, waarvan 10 werden geselecteerd om in het programma te duelleren en opdrachten tot het beste einde te brengen. In de Finale Jij Kiest op woensdag 22 mei 2013, haalde Femme Swinnen (16) de meeste stemmen bij de kijkers. Ook Jade Mintjens, toen 14 jaar, was bij de laatste tien inzendingen om mee te dingen naar het gezicht van VTMKzoom, maar haalde uiteindelijk de top 5 niet.
Sinds 15 februari 2015 worden er 's ochtends weer kinderprogramma's uitgezonden op VTM. Aanvankelijk enkel in het weekend, maar sinds 3 juli 2017 iedere dag. Sinds 2 oktober 2017 heet het ochtendblok VTM Kids. Het blok zond herhalingen uit van VTMKzoom en Kadet.
Op 22 december 2018 werden vtmKzoom en Kadet vervangen door de zenders VTM Kids en VTM Kids Jr. De meeste programma's van vtmKzoom en Kadet werden verplaatst naar VTM KIDS. De peuter- en kleuterprogramma's van vtmKzoom werden verplaatst naar VTM Kids Jr.
Op 22 januari 2020 maakte DPG Media bekend dat VTM Kids Jr. zal worden samengevoegd met VTM Kids tot één zender op 2 maart 2020.
Op 9 januari 2023 stopte VTM Kids als aparte zender. De programma's worden wel nog uitgezonden tijdens het VTM KIDS-programmablok in de ochtend op VTM en blijven beschikbaar via VTM GO.
Op 1 april 2025 veranderde het logo van VTM Kids, zo heeft het blok ook zijn eigen 2024 VTM rebrand.

## Programma's (selectie)
Vele programma's die op VTM KIDS zijn voorganger vtmKzoom werden uitgezonden, zijn van de Vlaamse productiehuizen Studio 100, Seamonster en Sultan Sushi. Later kwamen daar ook programma's van DreamWorks Animation bij.
Hieronder een overzicht:
- Annedroids
- Auto-B-Good
- Bananen in Pyjama's
- Bobo
- Bandits
- Beroep onder de loep
- Bassie en Adriaan
- Beestenboel
- Big & Betsy
- Black Beauty
- Blinky Bill
- Booh!
- Calimero
- Casper
- Circus Hocus Pocus
- Chuck and Friends
- De drukke wereld van Richard Scarry
- Dan en Milly
- De Pelspatrouille
- De Wawa's
- De Avonturen van Lolly Lolbroek
- De Wereld van K3
- Dinotrux Supercharged
- De tafel van K3
- De Wonderlijke Wereld van Gumball
- De Troetelbeertjes
- Efteling TV: De Schatkamer
- Elias
- Ella
- Flipper
- G.I. Joe: Renegades
- Hallo K3!
- Harry en zijn emmer dinosauriërs
- Heidi (3D)
- Jabaloe
- Jacob Dubbel
- Kabouter Plop
- K3 Roller Disco
- Kids Top 20
- K3 Rollerdisco Club
- Koning Lou
- K-Zotte Zaterdag
- K3 vriendenboek
- Lexie & Lotti
- Lassie
- Littlest Pet Shop: A World of Our Own
- Lost in Oz
- Littlest Pet Shop (2012)
- Maja de Bij (3D)
- Martin Morning
- Meteor en de Machtige Monstertrucks
- Mijn thuis onder de loep
- My Little Pony: Vriendschap is betoverend
- My Name Is Michael
- Ninjago
- Nijntje
- Nils Holgersson (3D)
- Odd Squad
- Penn Zero: Part-Time Hero
- Pieter Post
- Pingu
- Pinokkio
- Pippi Langkous
- Pluizerd
- Pound Puppies (2010)
- Pokèmon
- Rainbow Fish
- Ralf dansles
- Road Runner en Wile E. Coyote
- Simsala Grimm
- Sta op met Plop
- Sandra, De Sprookjes Detective
- Schuif Af
- Tao Tao
- The Scooby-Doo Show
- Tom en Jerry
- Teletubbies
- Thomas de stoomlocomotief
- TiTa Tovenaar
- Transformers: Cyberverse
- Transformers: Prime
- vtmKzoom Hitlist
- vtmKzoom Pop
- vtmKzoom Pop Artiest
- Wacko Woensdag
- Wickie de Viking
- Wolleke
- Wakandy
- Woow!
- Yoohoo & Friends
- Zeppe & Zikki
- Zigby
- Zoom junior
- VLOGLAB

## Logo's
Doorheen de jaren veranderde het logo van de zender meermaals.

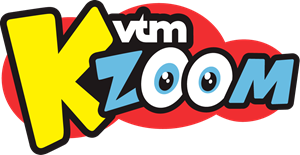
VTMKzoom (2009-2011)
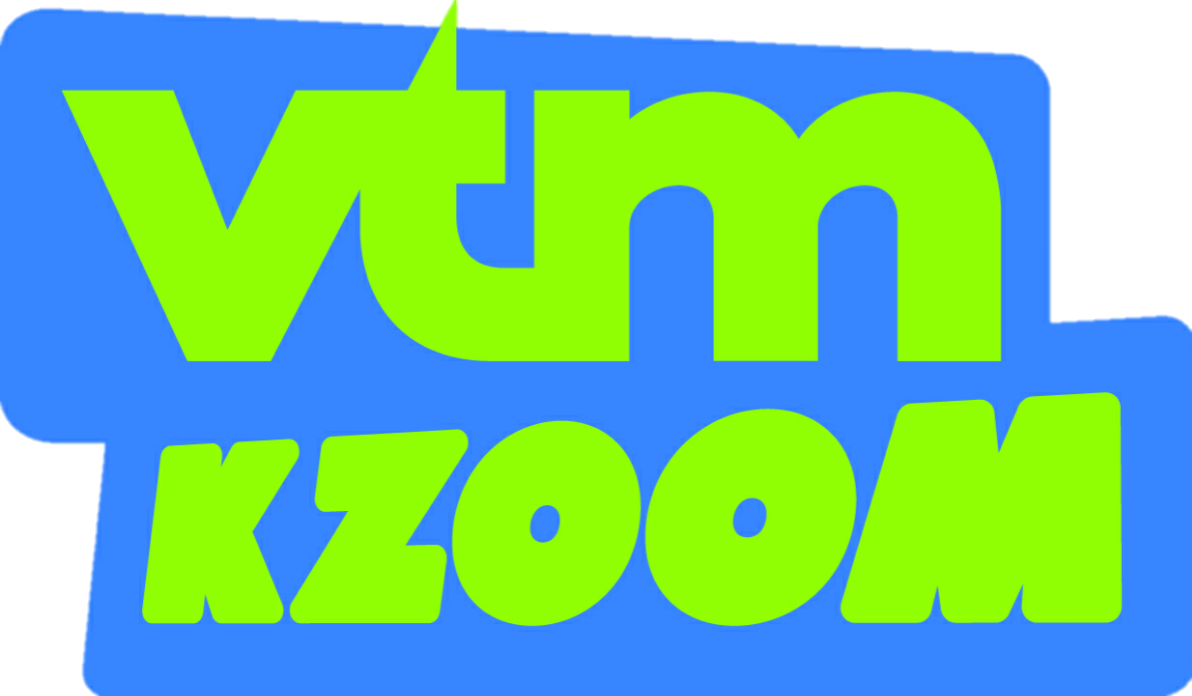
VTMKzoom (2015-2018)

## Tijdlijn
Geschiedenis van de Vlaamse televisie